# Prisco (general)
Prisco o Priskos (en griego: Πρῖσκος; ¿?-613) fue un general bizantino prominente durante los reinados de los emperadores Mauricio (reinado de 582 a 602), Focas (r. 602-610) y Heraclio (r. 610-641). Si bien las fuentes contemporáneas están marcadamente sesgadas a su favor, Prisco es presentado como un líder militar efectivo y capaz. Bajo el reinado de Mauricio, se distinguió en las campañas contra los ávaros y sus aliados eslavos en los Balcanes. Ausente de la capital cuando Mauricio fue derrocado y Focas asesinado, fue uno de los pocos principales colaboradores de Mauricio que fueron capaces de sobrevivir ileso en el nuevo régimen, al permanecer en un alto cargo e incluso casarse con la hija del nuevo emperador. No obstante, Prisco también negoció con y asistió a Heraclio en la destitución de Focas y se le confió el mando de las tropas contra los persas en 611-612. Tras el fracaso de esta campaña, fue despedido y tonsurado. Falleció poco tiempo después.

## Bajo el reinado de Mauricio

Mapa de la frontera bizantino-persa.

Prisco apareció por primera vez en las fuentes históricas cuando fue nombrado, a fines de 587 o inicios de 588, como comandante en la guerra contra los persas como magister militum per Orientem, en reemplazo de Filípico. Recién llegó a Oriente en la primavera y asumió el nuevo cargo en la base bizantina de Monocarton en abril. De inmediato, Prisco tuvo problemas con los soldados: sus formas altaneras al negarse a mezclarse con ellos lo hicieron impopular y, cuando se anunció un decreto del emperador Mauricio que reducía el pago al ejército en un cuarto, los soldados se amotinaron el 18 de abril de 588. Prisco no solo fue incapaz de restaurar el orden, sino que fue él mismo atacado y forzado a huir a Constantina, mientras que los soldados eligieron al dux de Fenicia, Germano, como su líder. Los intentos de Prisco desde Constantina para calmar a los soldados, por medio de la intermediación de los obispos locales y la derogación del decreto, también fracasaron. Filípico fue confirmado en el cargo por Mauricio, mientras que Prisco regresó a Constantinopla.
A pesar de la debacle, ese mismo verano se le confió el cargo de magister militum para Tracia, desde donde debía iniciar una campaña contra los ávaros a la cabeza de una fuerza improvisada. Su hipostrategos Salviano con 1.000 hombres de caballería fue enviado para mantener abiertos los pasos de los montes Hemus; sin embargo, después de dos días, fue forzado a replegarse debido a la superioridad numérica ávara. Los ávaros saquearon la ciudad de Anchialos, pero un intento de asedio de Drizipera fue repelido y los ávaros marcharon hacia al sur, donde avanzaron hasta Heraclea Perintho, con lo cual cortaron la comunicación de las fuerzas de Prisco con Constantinopla. Desbordados, Prisco se retiró a Tzurullum, donde fue sitiado por los ávaros. El historiador del siglo VII Teofilacto Simocates relata que después de unos días, Prisco diseñó una estratagema para obligar a los ávaros a retirarse: permitió que uno de sus guardias fuera capturado llevando una carta falsa supuestamente enviada por Mauricio que informaba a Prisco sobre un ataque marítimo contra la patria de los ávaros. El Gran Kan ávaro estaba persuadido de que la carta era verdadera y preparó rápidamente el retorno de sus tropas; arregló una tregua a cambio de la renovación del pago de un tributo anual. La historia escrita por Miguel el Sirio en el siglo XII lo estima en 800 libras de oro (unos 60.000 sólido, una suma considerablemente reducida comparada con los 100.000 solidi acordados en 584. Los ávaros partieron hacia su país, mientras que Prisco dispersó a su ejército y regresó a Constantinopla. Prisco desapareció por algunos años, al perder el favor de Mauricio. Para 593, recobró su puesto, como quedó registrado en una carta del papa Gregorio Magno en que lo felicita por haber recuperado el favor del emperador. La carta del Papa también testifica que, para esta época, a Prisco se le había concedido el rango honorario supremo del Imperio: el de patrikios.

Mapa del norte de los Balcanes durante el.

En la primavera de 593, Prisco fue nuevamente nombrado como comandante de la caballería en Tracia con Gentzon al mando de la infantería. Prisco, al ser el mayor de los dos, también detentaba el comando conjunto. Ambos generales marcharon a Silistra por el Danubio y realizaron una campaña exitosa contra las tribus eslavas, las cuales se preparaban a cruzar el río bajo el mando de sus líderes Ardagasto y Musocio. Al cruzar el río, ambos eslavos fueron aniquilados con ataques nocturnos sorpresa. No obstante, al mismo tiempo, Prisco se disputó con sus hombres la distribución del botín capturado y, en especial, la porción considerable que Prisco había asignado a la familia imperial. Los soldados fueron aplacados con el tiempo y el botín fue enviado a la capital con una escolta. Mauricio también envió órdenes para que el ejército hibernara al norte del río, pero esta orden causó gran resentimiento y disturbios entre los soldados. Prisco escogió desobedecer la orden del Emperador y cruzó nuevamente con su ejército para hibernar en el sur. En el otoño de 593, fue reemplazado por Mauricio por su propio hermano Pedro. Antes de que este último pudiera tomar posesión del cargo, Prisco acordó una tregua con el Gran Kan, a quien devolvió todos los prisioneros ávaros, unos 5.000, un hecho por el cual fue criticado por Mauricio.
A fines de 594, luego de que Pedro fue aplastado por los eslavos, Prisco fue nuevamente nombrado para comandar Tracia como magister militum, un puesto que mantuvo de forma continua por varios años. En 595, marchó río arriba por el Danubio, cruzó el río y marchó a lo largo de la ribera norte de Novae, a pesar de las protestas del Gran Kan. Allí, se enteró de que Singidunum había sido capturada por los ávaros. Se dirigió con su ejército hacia la ciudad y, después de fracasar en las negociaciones cara a cara con el Kan, envió al taxiarches Goduino para recapturarla. Los ávaros, después de arrasar las murallas de la ciudad, la abandonaron ante la aproximación de las fuerzas bizantinas. Luego, los ávaros lanzaron una incursión contra Dalmacia. Goduino fue despachado con 2.000 hombres a seguirles la pista. Este logró emboscar al destacamento ávaro que llevaba consigo el botín, lo recuperó y envió de regreso a Prisco. Luego de estos eventos, el Gran Kan se dirigió hacia el oeste para luchar contra los bávaros y los francos, con lo cual dejó tranquilos los territorios bizantinos por un período de un año y medio hasta el verano de 597. No obstante, Prisco y su ejército permanecieron en guardia en la frontera del Danubio.

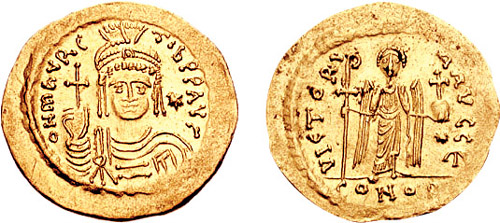
Solidus de oro del emperador Mauricio (r. 582–602).

Cuando los ávaros reanudaron sus operaciones con una gran invasión en el otoño de 597, donde parece que aprehendieron a Prisco, quien probablemente estaba operando con su ejército al este de las Stara Planina con la guardia baja. Avanzaron rápidamente e incluso lograron acorralar y asediar a Prisco y sus hombres en el puerto de Tomi hasta que la llegada de un ejército recién reclutado bajo las órdenes de Comenciolo los forzó a abandonar el asedio el día de Pascua, el 30 de marzo de 588. No obstante, Prisco permaneció extrañamente inactivo y el ejército inexperimentado de Comenciolo fue derrotado en batalla. Los ávaros avanzaron hacia el sur a Tracia, con lo que forzaron a Mauricio a guarnecerse en la muralla de Anastasio para prevenir un ataque contra Constantinopla; sin embargo, el ejército ávaro fue diezmado por una peste y se firmó rápidamente un tratado, según el cual los ávaros se retiraron más allá del Danubio a cambio de un incremento del tributo anual de 120.000 sólidos. Los bizantinos aprovecharon el tiempo para reagrupar sus fuerzas y, en el verano de 599, dos ejércitos bajo las órdenes de Prisco y de Comenciolo se dirigieron hacia el oeste a orillas del Danubio. En Viminacium, Comenciolo cayó enfermo y Prisco asumió el mando único de la campaña. Su ejército cruzó el río y peleó tres batallas sucesivas durante los siguientes diez días. Estas batallas fueron victorias bizantinas que, de acuerdo al relato de Teofilacto Simocates, mataron a un total de 28.000 bárbaros, incluyendo algunos de los hijos del Gran Kan. Prisco persiguió a las tropas ávaras huidas e invadió la patria ávara en Panonia. Allí, una cuarta batalla se libró cerca del río Tisza, la cual también fue ganada por los bizantinos. Al día siguiente, Prisco despachó una fuerza de reconocimiento a lo largo del río, la cual atacó a tres asentamientos gépidos por sorpresa. Según Simocates, 30.000 personas resultaron muertas y muchas fueron tomadas prisioneras. Diecinueve días después, tuvo lugar otra gran batalla cerca del Tisza, la cual terminó con una victoria decisiva bizantina: los ávaros y, especialmente, sus aliados eslavos sufrieron bastante y Prisco hizo prisioneros a 3.000 ávaros, 8.000 eslavos y 6.200 bárbaros, quienes fueron enviados al sur como esclavos. Mauricio, quien no se había percatado de la magnitud de la victoria de su ejército, ordenó su liberación como un gesto de buena voluntad al Gran kan. No obstante, la campaña de Prisco fue un notable acto de defensa agresiva. En palabras de Michael Whitby, el principal experto moderno en el reinado de Maurice, «no tuvo paralelo en el siglo VI» en la frontera del Danubio y decidió, en esencia, la guerra en favor de Bizancio.
Después de este éxito, que aseguró los Balcanes, Maurice pretendió consolidar el control romano mediante la incorporación de pobladores armenios, a quienes les daría tierras a cambio de servicio militar. Con este fin, Prisco fue enviado a Armenia para reclutar hombres y sus familias. Su misión allí, sin embargo, fue interrumpida por una revuelta militar a gran escala que provocó la caída de Mauricio. En 602, Mauricio ordenó nuevamente a sus tropas en la frontera del Danubio que pasaran el invierno al norte del río. Una vez más, esta medida provocó el descontento generalizado y cuando Pedro, quien había reemplazado a Prisco, se negó a doblegarse y rescindir la orden, un motín estalló en el acto. El ejército eligió al oficial Focas como su nuevo líder y se dirigió hacia Constantinopla. Sin fuerzas militares propias, Mauricio debió huir, pero fue capturado junto con su familia y ejecutado por Focas, quien se convirtió en emperador.

## Bajo el reinado de Focas

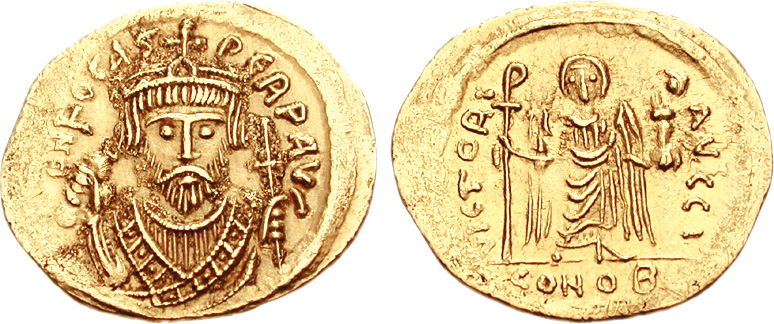
Sólido de oro del emperador Focas (r. 602–610).

Debido a su ausencia de Constantinopla al momento de la toma del poder de Focas y debido a que conserva un alto grado de apoyo dentro de la soldadesca, Prisco fue el único de los generales de mayor rango de Mauricio, que fue conservado por el nuevo régimen; mientras que Comenciolo y Pedro fueron ejecutados y Filípico fue desterrado a un monasterio. Una posible explicación de esto proviene del historiador Pablo el Diácono, quien señaló, posiblemente sobre la base de fuentes de inicios del siglo VII, que Focas había servido una vez como escudero bajo las órdenes de Prisco. En cualquier caso, Prisco fue contado pronto entre los principales partidarios del nuevo régimen. En el invierno de 602-603, fue nombrado comes excubitorum o comandante de la guardia imperial. En 606 o 608, se casó con la hija de Focas, Domentzia, convirtiéndose en el heredero efectivo del gobernante sin hijos propios; sin embargo, en los juegos celebrados en el hipódromo de Constantinopla para honrar el evento, Focas reaccionó violentamente cuando vio retratos de Prisco y Domentzia llevados junto al suyo por los ciudadanos. A partir de ese momento, los cronistas informan que Prisco se volvió contra Focas.
El reinado de Focas carecía de legitimidad y pronto llegó a ser resentido por el pueblo y las élites del Imperio bizantino. Su prestigio había sido erosionado cuando el sah persa Cosroes II (r. 590-628) le declaró la guerra y cuando las fuerzas bizantinas comenzaron a sufrir sus primeras derrotas. Según una tradición posterior, Prisco envió una carta al exarca de África Heraclio el Viejo en que lo instaba a la revuelta. Probablemente, esta sea una invención posterior; pero si fuera cierto, indicaría el nivel de disidencia incluso al interior de Constantinopla. Cualquiera que sea la verdad del asunto, en 608, África se sublevó y el hijo del exarca, Heraclio el Joven, fue despachado contra Constantinopla a la cabeza de una flota. Sin oposición de las fuerzas de Focas, llegó al suburbio de Hebdomon el 3 de octubre y marchó hacia la capital, donde habían estallado disturbios en favor de Heraclio. En esta coyuntura, Prisco fingió estar enfermo y se retiró a su mansión en el barrio Boraïdou, donde reunió a los excubitores y a sus propios auxiliares (bucellarii), privando así a Focas de su apoyo armado más importante. Juan de Nikiû también informa que Prisco habría protegido a las mujeres de la familia de Heraclio de represalias por parte de Focas.